# NGC 4835A
NGC 4835A is een spiraalvormig sterrenstelsel in het sterrenbeeld Centaur. Het hemelobject werd op 3 juni 1834 ontdekt door de Britse astronoom John Herschel.

## Synoniemen
- ESO 269-15
- FGCE 1010
- IRAS 12543-4606
- PGC 44271